# 印南站
印南站（日语：／ Inami eki */?）是位於和歌山縣日高郡印南町大字印南，西日本旅客鐵道（JR西日本）的紀勢本線（紀國線）車站。為印南町的中心車站。

## 歷史

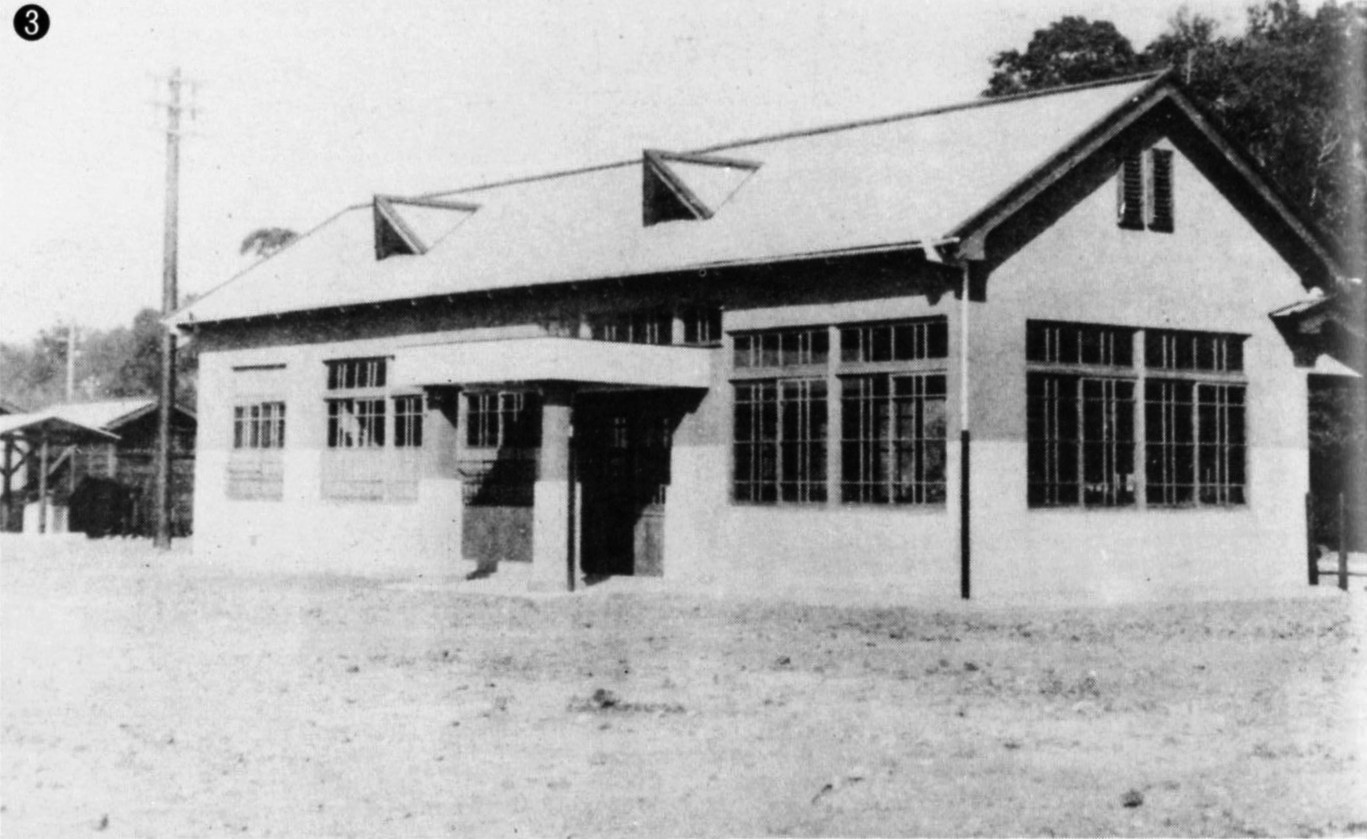
開業當時的車站大部。與南部站的車站大樓相近

- 1930年（昭和5年）12月14日 - 國鐵紀勢西線御坊站至此站開通，此站啟用[1]。
- 1931年（昭和6年）9月21日 - 國鐵紀勢西線此站至南部站開通[1]。
- 1959年（昭和34年）7月15日 - 三木里站至新鹿站之間開通，同時路線改名為紀勢本線[1]。
- 1985年（昭和60年）3月14日 - 成為無人車站[2]。
- 1985年（昭和60年）5月10日 - 成為簡易委託車站。
- 1987年（昭和62年）4月1日 - 伴隨國鐵分割民營化，車站由西日本旅客鐵道（JR西日本）營運[1]。
- 2020年（令和2年）3月14日 - 車站可以使用「ICOCA」等交通系IC卡[3]。

## 車站構造
車站為地面車站，設有1面1線的單式月台和1面2線的島式月台1面2線，共設有2面3線的混合式月台。車站大樓位於單式月台1號月台側，並設有跨線橋連接島式月台2、3號月台。車站大樓為一座古老木質屋頂的建築物。
車站由御坊站管理的簡易委託車站。車站大樓內設有售票櫃臺，並設有POS終端。
在候車室內設有一座鋼琴，任何人可自由演奏，定期在該處會進行演奏會。

### 月台
| 月台 | 路線   | 方向               | 備註               |
| ---- | ------ | ------------------ | ------------------ |
| 1    | 紀國線 | 和歌山、天王寺方向 |                    |
| 2    | 紀國線 | 和歌山、天王寺方向 | 進行特急待避時使用 |
| 2    | 紀國線 | 紀伊田邊、新宮方向 | 進行特急待避時使用 |
| 3    | 紀國線 | 紀伊田邊、新宮方向 |                    |

- 以上的路線名是使用旅客資訊上的名稱（愛稱）。
- 1號月台是下行本線，3號月台是上行本線。2號月台是上下行共用的待避線（中線），供待避列車使用。

## 使用狀況
以下列出近年1日平均乘車人次。
| 年度   | 一日平均 乘車人次 |
| ------ | ----------------- |
| 1998年 | 242               |
| 1999年 | 242               |
| 2000年 | 244               |
| 2001年 | 238               |
| 2002年 | 227               |
| 2003年 | 220               |
| 2004年 | 200               |
| 2005年 | 174               |
| 2006年 | 182               |
| 2007年 | 185               |
| 2008年 | 197               |
| 2009年 | 185               |
| 2010年 | 182               |
| 2011年 | 169               |
| 2012年 | 166               |
| 2013年 | 166               |
| 2014年 | 153               |
| 2015年 | 167               |
| 2016年 | 175               |
| 2017年 | 167               |

## 車站周邊
車站前設有印南交通的的士營業所。
從車站向稻原方向會看見一座橋上有一隻大青蛙的造型，該橋名為「青蛙大橋」。
- 國道42號
- 印南町政廳
- 印南町立印南小學
- 印南町立印南中學
- 印南郵局
- 紀陽銀行（日语：紀陽銀行）印南出張所
- 紀國信用金庫（日语：きのくに信用金庫）印南分店
- 紀州農協（日语：紀州農協）印南分店
- 印南港
- 阪和自動車道印南交流道
- A-Coop（日语：Aコープ）印南店
- Home Stock印南店
- cocokara fine（日语：ココカラファイン）印南店

## 相鄰車站
西日本旅客鐵道
 紀國線（紀勢本線）
- 部分特急「黑潮」停車站

■快速、■普通
切目－印南－稻原

## 注腳
1. 1 2 3 4 5  曾根悟（監修）. 朝日新聞出版分冊百科編集部（編集） , 编. . 朝日百科週刊. 25號 紀勢本線、參宮線、名松線. 朝日新聞出版. 2010-01-10: 19–21.
2. ↑  日本國有鐵道公示S60.3.12公181
3. ↑  ２０２０年春ダイヤ改正について （页面存档备份，存于） JR西日本和歌山分社 2019年12月13日發布，2020年3月7日參閱
4. ↑  『和歌山縣統計年鑑』及『和歌山縣公共交通機關等資料集』

## 外部連結
- 印南｜車站資訊：JR出門網 - 西日本旅客鐵道